# Kgope
Kgope – wieś w Botswanie w dystrykcie Kweneng. Według spisu ludności z 2011 roku wieś liczyła 368 mieszkańców.